# فوهرر الغواصات
كان منصب فوهرر الغواصات (FdU) ("قائد سلاح الغواصات") هو القائد الأعلى لسلاح الغواصات في البحرية الإمبراطورية الألمانية في الحرب العالمية الأولى وكريغسمارينه في الحرب العالمية الثانية، ولقب العديد من كبار القادة خلال الحرب. من يناير 1936 وحتى 17 أكتوبر 1939، خدم كارل دونيتز في هذا المنصب. 

## الحرب العالمية الأولى
| منطقة               | مغوار                           | مرتبة                                      | اسم              | إطار زمني                     |
| ------------------- | ------------------------------- | ------------------------------------------ | ---------------- | ----------------------------- |
| بحر الشمال          | Uboote der Hochseestreitkräfte  | كورفيتنكابيتان / فريجاتنكابيتان / الكومودو | هيرمان باور      | 21 أغسطس 1914 - 4 يونيو 1917  |
| بحر البلطيق         | أودو                            | كابيتينلويتننت                             | هانز آدم         | أغسطس 1914 - مارس 1915        |
|                     |                                 | Kapitänleutnant                            | شوت              | يوليو 1915 - 10 ديسمبر 1917   |
| قناة الساحل         | أسطول غواصات فلاندرز            | Kapitänleutnant / Korvettenkapitän         | كارل بارتينباخ   | 29 مارس 1915 - 30 سبتمبر 1917 |
|                     | أسطول غواصات فلاندرز            | Korvettenkapitän                           | كارل بارتينباخ   | 1 أكتوبر - 10 ديسمبر 1917     |
| البحرالابيض المتوسط | يو هالبفلوتيل بولا              | Kapitänleutnant                            | هانز آدم         | 1 يوليو - 17 نوفمبر 1915      |
|                     | أسطول بولا                      | Korvettenkapitän                           | فالديمار كوفاميل | 18 نوفمبر 1915 - 8 يونيو 1917 |
|                     | FdU Mittelmeer (بولا / كاتارو ) | كابتن ات سي / Kommodore                    | ثيودور بلين      | 9 يونيو - 29 ديسمبر 1917      |
|                     |                                 | Kapitän zur See / Kommodore                | كورت غراشوف      | 29 ديسمبر 1917 - أكتوبر 1918  |
|                     |                                 | Kommodore                                  | ثيودور بلين      | أكتوبر 1918                   |

## الحرب العالمية الثانية
تم إنشاء العديد من المناصب الإضافية لقادة مناطق غواصات يو. 
- FdU Ausb. - Führer der U-Ausbildungsflottillen : رئيس أسطول التدريب: فيكتور شوتز، 7 فبراير 1942 - مايو 1945
- FdU Italien - Führer der U-Boote Italien: رئيس أسطول غواصات يو لإيطاليا: هانز رودولف روسينغ، من يوليو 1942
- FdU Mitte - Führer der U-Boote Mitte: رئيس أسطول غواصات يو للقطاع المركزي
- FdU Mittelmeer - Führer der U-Boote Mittelmeer: رئيس أسطول غواصات يو للبحر الأبيض المتوسط: فيرنر هارتمان ، من يناير إلى أغسطس 1944
- FdU Nordmeer - Führer der U-Boote Nordmeer: رأس رئيس أسطول غواصات يو لبحر الشمال: رينهارد سورين: من يناير 1943 - مايو 1944
- FdU Norwegen - Führer der U-Boote Norwegen: رئيس أسطول غواصات يو للنرويج
- FdU Ost - Führer der U-Boote Ostsee: رئيس أسطول غواصات يو لبحر البلطيق
- FdU West - Führer der U-Boote im Westraum: رئيس أسطول غواصات يو للغرب (فرنسا)